# JR西日本DEC700型柴油動車組
DEC700型柴油動車組（日语：DEC700形気動車），是西日本旅客鐵道（JR西日本）於2021年導入測試的電氣式柴聯車，由川崎重工業承造。

## 概要
依據JR西日本發表的技術願景「永續的鐵道，交通系統之構築」，未來趨勢是電聯車及柴聯車的系統整合、機械零件簡化、單元化工法等，為摸索提升維護效率與安全性、降低製造成本之道，因此製造此型測試車輛。此型車為JR西日本首次導入電氣式柴聯車。在技術驗證階段將加裝二次電池以切換成混合動力架構。
型式「DEC700」的「DEC」為Diesel Electric Car之縮寫，「700」的百位數7代表電氣式柴聯車，十位數0代表通勤近郊型車輛，個位數0代表設計順序。

## 構造

### 行駛裝置
本型車採用柴電動力方式，以柴油引擎帶動發電機產生電力，經由主變換裝置供電給牽引馬達而行駛。從主變換裝置到驅動裝置的系統與電聯車相同，目的在透過整合柴聯車系統來提高維護技術的效率，減少液體傳動式柴聯車不可或缺的旋轉部件等機械零件，來提高運行和維護過程中之穩定性。
透過將二次電池連接到主轉換器，它也是一個相容混合動力系統的系統，可從發動機發電和電池供電。

### 內外裝
DEC700是一種單節車廂的列車，採用雙駕駛室結構，每側有兩個單側乘客車門。正面為山牆斷面，同時採用可吸收衝擊的結構。燈具配置與227系電聯車等JR西日本近年導入的近郊型車輛相似，並裝有防墜擋板。正面及車側為不鏽鋼，以JR西日本中國地方的黃色為主要用色，車側以「讓鐵路沿線乘客和居民的日常生活明亮舒適」為設計意象，繪有五線譜，並將「DEC700」畫為音符。
車內為2+1配置的翻背椅。為確保機械空間，在車內一角設有機械室內裝主變換裝置等設備。車內有輪椅空間及無障礙廁所。

## 運用
車輛出廠後配置於下關綜合車輛所的新山口分所。從2021年8月16日起展開性能測試，9月起在山口縣內路線進行試車。據說不僅在廣島分公司的管轄範圍內計劃進行試車，而且在具有不同特點的米子地區和京都地區也計劃進行試車。2022年起預計開始混合動力測試。
至2021年6月，尚未有本型車量產與汰換既有舊型車輛的計劃。

## 另見
- JR東日本GV-E400系柴聯車
- JR北海道H100型柴聯車